# パルサー星雲

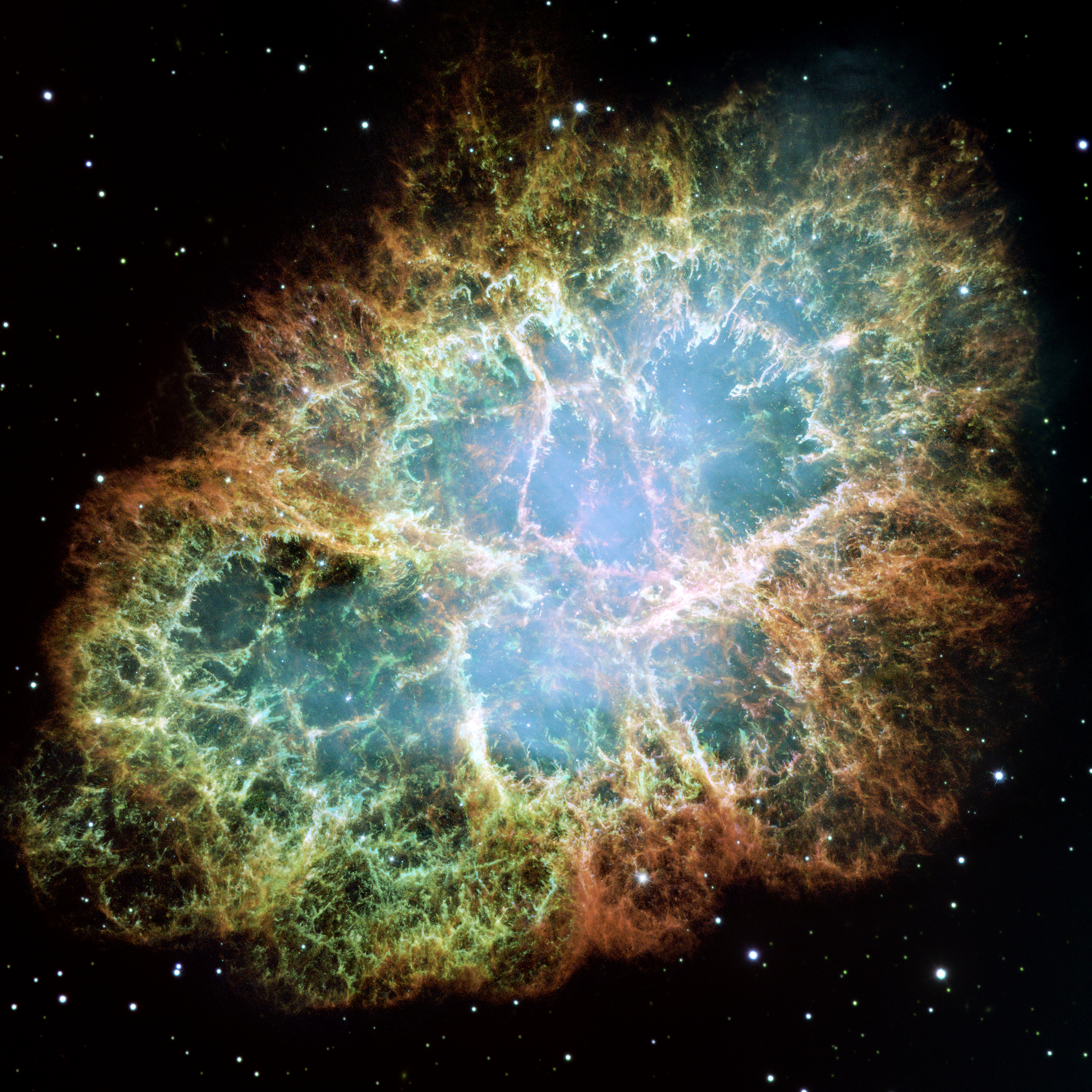
ハッブル宇宙望遠鏡で観測したかに星雲

パルサー星雲（パルサーせいうん）またはパルサー風星雲（Pulsar wind nebula）は、パルサーからのパルサー風によって形成される星雲である。Weiler & Panagia [1978]の造語で、古代ギリシア語で「満たす」という意味の言葉"pleres"からプレリオン(plerion)とも呼ばれる。進化の初期段階（最初の数千年）では、しばしば超新星残骸の殻の内部で見られる。しかし、パルサー星雲は、超新星残骸が消失した後の、ミリ秒パルサー等の古いパルサーの周囲でも見られることがある(e.g. Stappers et al. 2003)。典型的なパルサー星雲は、かに星雲である(Hester et al. 2008)。
パルサー風は、パルサーの高速の自転と強い磁場によって相対論的速度にまで加速された荷電粒子で構成される。パルサー風は星間物質の中に流れ込んで衝撃波を形成し、ここで減速する。この領域を超えると、シンクロトロン放射が増加する。
パルサー星雲は、他の超新星残骸とは異なり、殻のような構造を持たず、中心に向かって明るさが増大する。
パルサー星雲は、パルサーと周囲との相互作用の強力なプローブとなりうる。その性質は、パルサー風の形、エネルギー、組成やパルサー自体の空間速度、また周囲の媒質を知る手がかりとなる。